# Пайич, Мураица
Мураица Пайич (словен. Murajica Pajič; род. 24 августа 1961, Есенице) — югославский и словенский хоккейный защитник и тренер.

## Биография
Начал карьеру в составе клуба «Краньска-Гора» чемпионата Югославии. С 1978 года выступал за «Акрони Есенице», в его составе 6 раз становился чемпионом Югославии. В сезоне 1986/1987 выступал за люблянскую «Олимпию», с 1987 по 1989 годы выступал за «Медвешчак» и стал чемпионом Югославии во втором своём сезоне. Всего в чемпионате Югославии провёл 345 матчей, забросил 168 шайб и отдал 193 голевые передачи. В чемпионате Словении в 251 встрече отличился 28 раз, отдав 82 голевые передачи.
За сборную Югославии выступил на четырёх чемпионатах мира и на Олимпиаде 1984 года в Сараево. В 126 играх забросил 25 шайб и отдал 36 голевых передач. Со сборной Словении выступил на двух чемпионатах мира в 16 играх и забросил одну шайбу, отдав 6 голевых передач. Член Словенского хоккейного зала славы с 2007 года.
Младший брат Борис и сын Рок — также хоккеисты.